# Calocedrus decurrens
Il cedro della California o cedro dell'incenso (Calocedrus decurrens, Florin; sin. Libocedrus decurrens, Torr.) è una specie di conifera nativa dell'America settentrionale occidentale.

## Morfologia

### Portamento

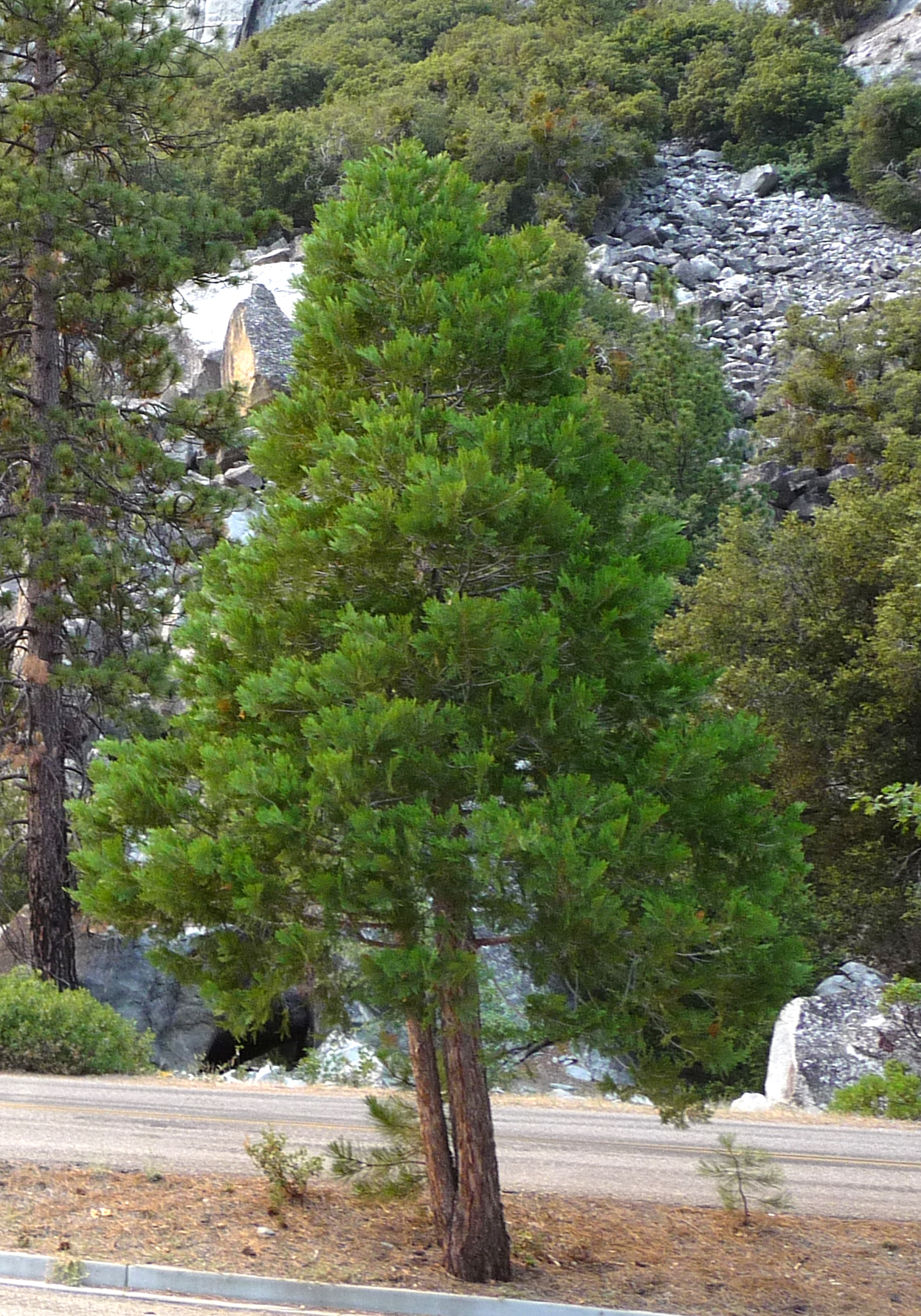
Giovane esemplare di Calocedrus decurrens, in California.

Albero sempreverde, è alto fino a 40-60 metri, con tronco generalmente inclinato che raggiunge circa i 3 m di diametro, e chioma conica relativamente stretta. Gli esemplari di maggiori dimensioni appartenenti a questa specie si trovano in Oregon, negli Stati uniti: nella Rogue River National Forest, c'è l'Alex Hole Cedar il cui tronco raggiunge un diametro di 4,56 m; nella Umpqua National Forest è presente un esemplare che raggiunge 69 m in altezza ed un massimo diametro del tronco di 1,75 m.
Il portamento può comunque differenziarsi in base alle caratteristiche climatiche della sede, essendo questa una specie caratterizzata da un certo polimorfismo. Nelle regioni caratterizzate da climi con estati fresche in cui è stato introdotto - Gran Bretagna orientale, Europa settentrionale e parte della costa settentrionale del Pacifico in Nord America - la chioma, altrimenti conica, si presenta colonnare. Questo fenomeno, che non è stato ancora spiegato, caratterizza anche altre specie di Cupressaceae, sebbene con minore evidenza.

### Corteccia

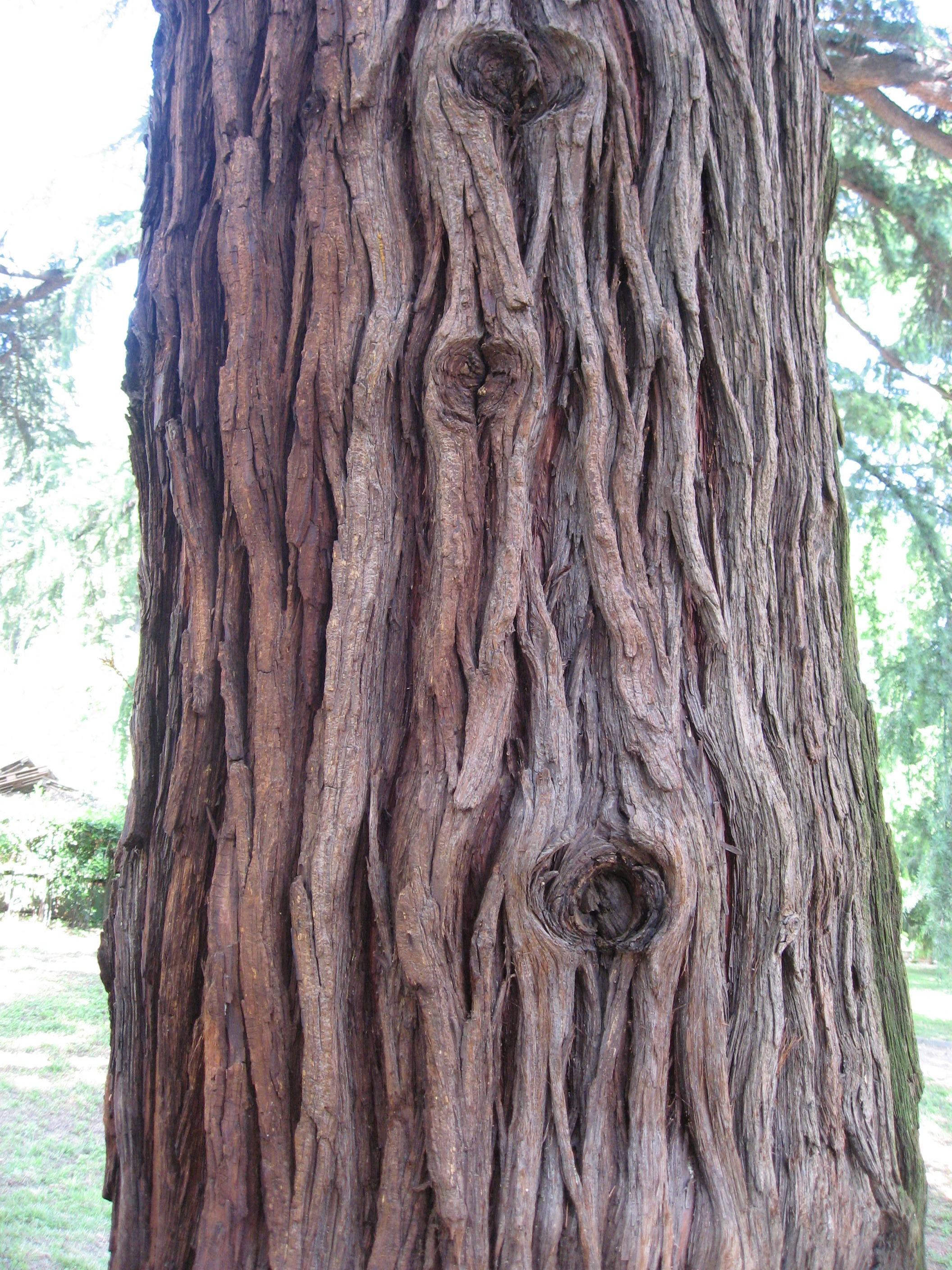
Corteccia.

La corteccia è di colore bruno-rossastra (simile al mogano) e con l'età diviene grigiastra. Inizialmente liscia, compaiono successivamente delle fessurazioni e si sfoglia in lunghe strisce sulla base del tronco dei vecchi alberi.

### Foglie
Le foglie sono di colore verde brillante, lunghe dai 2 ai 15 mm ed appressate al rametto, dando una forma detta squamiforme.

### Strobili

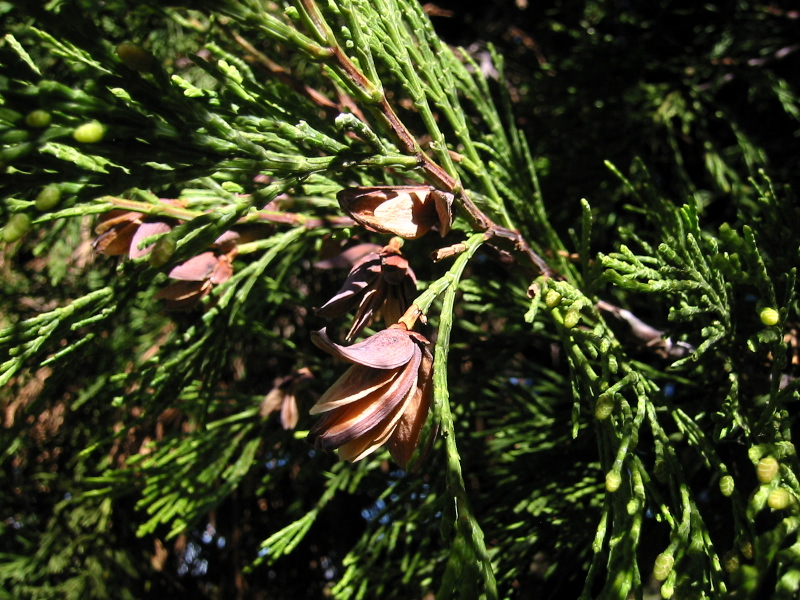
Calocedrus decurrens

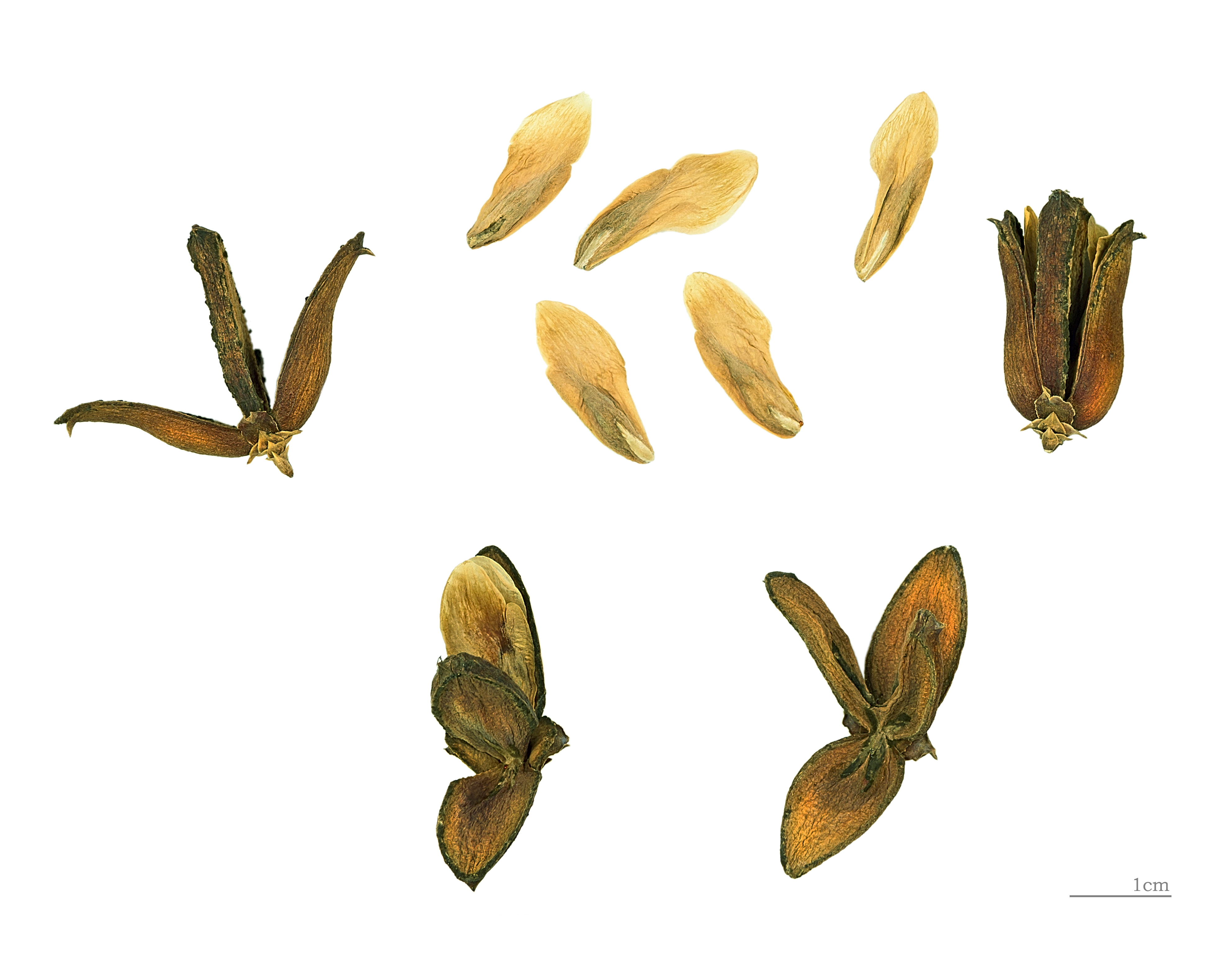
Calocedrus decurrens

Il Calocedrus decurrens è una pianta monoica. L'impollinazione è anemogama.
I coni maschili sono piccoli, lunghi dai 6 agli 8 mm, colorati, su porzioni terminali dei rami.
I coni femminili sono lunghi 20–35 mm, di colore che varia tra verde chiaro ed il giallo, con quattro (raramente sei) squame disposte in coppie opposte e decussate. Le coppie esterne di squame portano ciascune due semi, forniti di ali laterali; la coppia interna è normalmente sterile e fusa insieme in una piastra piatta. I coni mutano al bruno-giallastro quando sono maturi, circa 8 mesi dopo l'impollinazione.

### Apparato radicale
L'apparato radicale raggiunge una discreta profondità e presenta un'ampia estensione laterale. Si compone di alcuni elementi che si sviluppano in direzione verticale, da cui si distaccano ramificazioni a 45°. È possibile inoltre che alcune radici fuoriescano dal terreno per un massimo di circa 3 cm dalla superficie.
L'estensione dell'apparato radicale costituisce uno degli elementi che contribuiscono a determinare la resistenza alla siccità manifestata dalla pianta.

## Distribuzione
La specie è nativa dell'America settentrionale occidentale. L'areale è centrato sulla Sierra Nevada, in California, e si estende dall'Oregon centro-occidentale a Nord alla parte settentrionale dello stato messicano di Bassa California a Sud; tocca ad Est le regioni occidentali del Nevada.
Cresce ad altitudini comprese tra 50 e 2900 m s.l.m.
Diffusa in Europa a partire dal 1850 per scopo ornamentale, in Italia è presente in parchi di pertinenza di ville d'epoca, come ad esempio in provincia di Lucca, presso Villa Grabau, o a Crespellano presso Villa Stella, in contesti di piantumazione celebrativa o di arredo urbano, terreni privati.

## Usi

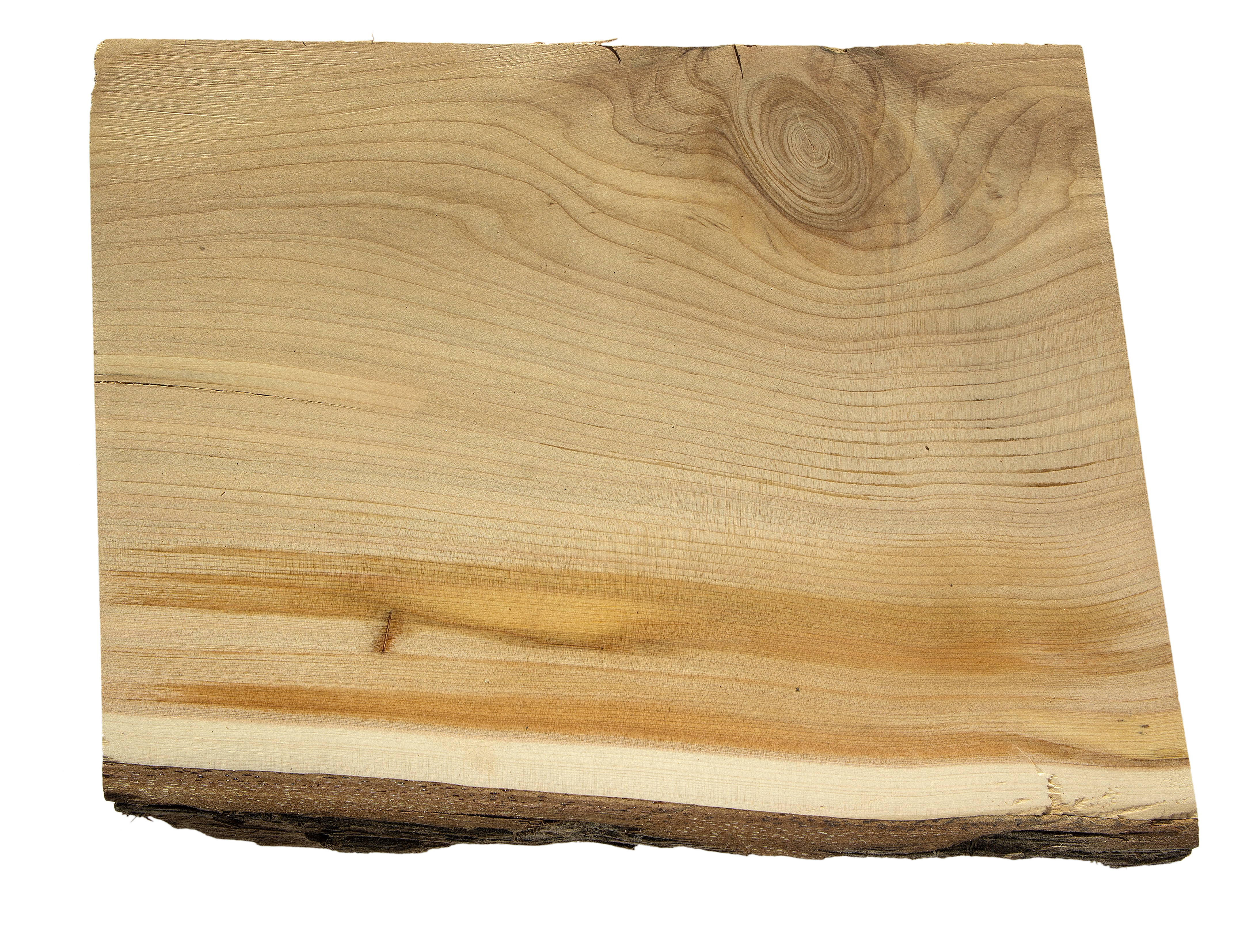
Calocedrus decurrens - legno

Albero impiantato a scopo ornamentale, apprezzato per la sua estetica ruvida e ariosa, l'intenso profumo delle resine (profumo in virtù del quale è detto anche albero dell'incenso), e la resistenza alla siccità.
Il suo legno è uno dei principali materiali utilizzati per la realizzazione di matite negli Stati Uniti, perché tenero e facile da temperare. Inoltre, presenta una buona resistenza al deterioramento e manifesta pertanto una lunga durata ed è per questo impiegato per la realizzazione di elementi in legno da esterni.